# カタリーナ・フォン・ブラウンシュヴァイク＝ヴォルフェンビュッテル (1518-1574)
カタリーナ・フォン・ブラウンシュヴァイク＝ヴォルフェンビュッテル（Katharina von Braunschweig-Wolfenbüttel, 1518年 - 1574年5月16日）は、ブランデンブルク＝キュストリン辺境伯ヨハンの妃。

## 生涯
カタリーナは、ブラウンシュヴァイク＝ヴォルフェンビュッテル公ハインリヒ2世（1489年 - 1568年）と、ヴュルテンベルク伯ハインリヒの娘マリア・フォン・ヴュルテンベルク＝メンペルガルト（1496 年 - 1541 年）との間の娘である。
1537年11月11日にヴォルフェンビュッテルでブランデンブルク＝キュストリン辺境伯ヨハン（1513年 - 1571年）と結婚した。カタリーナはブランデンブルク辺境伯における宗教改革の普及に尽力した。
カタリーナは倹約家であったとされ、夫を積極的に支援した。カタリーナはキュストリンにいくつかの別館と家庭菜園を持っていた。キュストリン郊外にいわゆる「野生の庭園」を所有し、シャウムブルク、ドリュー、そして夫からの贈り物であるお気に入りの場所デンブノにその他の施設を所有していた。カタリーナはオランダ人の宗教難民をデンブノに定住させ、布地産業を始めた。また、学校と教会を建設し、1562年にデンブノに都市特権が与えられた。
カタリーナは非常に人気があり、国民の間では「母カタリーナ（Mutter Käthe）」として知られていた。オシノ・ルブシュに最初の薬局を設立し、キュストリンにも薬局を建て、そこから貧しい人々に無料で薬を提供した。カタリーナは多数の農場と酪農場を建設し、自身で管理し、収穫物も自ら販売した。
カタリーナは1574年に亡くなった。その墓は1999年にシュチェチンの考古学者によりキュストリンの教区教会の廃墟で発見された。
ベルリン＝ハーレンゼーのカタリーナ通りはカタリーナにちなんで名付けられた。

## 子女
夫との間に2女が生まれた。
- エリーザベト（1540年 - 1578年） - 1558年にアンスバッハ及びクルムバッハ辺境伯ゲオルク・フリードリヒと結婚
- カタリーナ（1549年 - 1602年） - 1570年にブランデンブルク選帝侯ヨアヒム・フリードリヒと結婚